# Балкове (Роздільнянський район)
Ба́лкове (у минулому — Балківка, Фрейдерове (до 01.02.1945), Фрейдорф, Федорівка) — село в Україні, у Роздільнянській міській громаді Роздільнянського району Одеської області. Населення становить 181 особа. Належить до Понятівського старостинського округу.

## Історія
У 1856 році на Фрейдорфському хуторі генерала Понятовського було 15 дворів.
В 1859 році на власницькому хуторі Фрейдорф (Понятовського) 1-го стану (станова квартира — містечко Понятівка) Тираспольського повіту Херсонської губернії при безіменній балці, було 37 дворів, у яких мешкало 55 чоловіків і 60 жінок.
У 1887 році на хуторі Фрейдорф Понятівської волості Тираспольського повіту Херсонської губернії мешкало 139 чоловіків та 165 жінок.
Станом на 20 серпня 1892 року при хуторі Фрейдорф 2-го стану були польові землеволодіння (2108 десятин, 750 сажнів) Штейнерта Георга Фрідріховича та Рифиніуса Готлиба Іогановича з товаришами.
В 1896 році у німецькій колонії Фрейдорф Тираспольського повіту Херсонської губернії при балці Карпова та Свинній, було 32 двора, у яких мешкало 200 людей (95 чоловіків і 105 жінок). В населеному пункті був винний погріб.
На 1 січня 1906 року у селищі Фрейдорф Понятівської волості Тираспольського повіту Херсонської губернії, яке розташоване по лівій стороні балки Карпової Долини, були товариство німців й на їх землях десятинники; був сільський староста й писар; лютеранський молитовний будинок; суспільна школа; відбувався видобуток каміння за необхідністю; існували колодязі й став; 44 двора, в яких мешкало 360 людей (192 чоловіка і 168 жінок). 
На 28 серпня 1920 р. в селищі Фрейдорф (Федорівка) Понятівської волості Тираспольського повіту Одеської губернії, було 75 домогосподарств. Для 70 домогосподарів рідною мовою була німецька, 3 — єврейська, 2 — російська. В селищі 396 людей наявного населення (189 чоловіків і 207 жінок). Родина домогосподаря: 185 чоловіків та 202 жінок (родичів: 2 і 4; наймані працівники й прислуга: 1 і 1 відповідно; мешканці та інші: 1 чоловік). Тимчасово відсутні 16 чоловіків — солдати Червоної Армії..
На початку 1924 року хутір Фрейдорф відносився до Понятовської сільради Тарасо-Шевченківського району Одеської округи Одеської губернії. Більшість населення Фрейдорфа становили німці (397 осіб). Вони мали 75 господарств.
Станом на 1 жовтня 1925 року населений пункт був центром Фрейдорфської німецької національної сільради Янівського району Одеської округи.
На 1 вересня 1946 року село входило до складу Петро-Євдокіївської сільської ради Роздільнянського району.
28 листопада 1956 року с. Балкове Будьоннівської сільради передане в підпорядкування Понятівській сільській раді.
16 травня 1964 року с. Балківка (Понятівської сільської ради) перейменоване на село Балкове.
У результаті адміністративно-територіальної реформи село ввійшло до складу Роздільнянської міської територіальної громади та після місцевих виборів у жовтні 2020 року було підпорядковане Роздільнянській міській раді. До того село входило до складу ліквідованої Понятівської сільради.
22 вересня 2022 року Роздільнянська міська рада в рамках дерусифікації перейменувала у селі вулицю Суворова на Вишневу.

## Населення
Згідно з переписом УРСР 1989 року чисельність наявного населення села становила 227 осіб, з яких 104 чоловіки та 123 жінки.
За переписом населення України 2001 року в селі мешкали 192 особи.

### Мова
Розподіл населення за рідною мовою за даними перепису 2001 року:
| Мова       | Відсоток |
| ---------- | -------- |
| українська | 94,90 %  |
| молдовська | 2,55 %   |
| російська  | 2,55 %   |